# Seven Thieves
Seven Thieves is een Amerikaanse misdaadfilm uit 1960 onder regie van Henry Hathaway. Destijds werd de film in Nederland uitgebracht onder de titel Zes mannen en een danseres.

## Verhaal
Theo Wilkins is een Amerikaanse professor, die in opspraak is gebracht. Samen met de dief Paul Mason bekokstooft hij een plannetje om de kluis van het casino van Monte Carlo te beroven. Ze rekruteren vier dieven en een exotische danseres om de klus te klaren. 

## Rolverdeling
| Acteur             | Personage         |
| ------------------ | ----------------- |
| Edward G. Robinson | Theo Wilkins      |
| Rod Steiger        | Paul Mason        |
| Joan Collins       | Melanie           |
| Eli Wallach        | Poncho            |
| Alexander Scourby  | Raymond Le May    |
| Michael Dante      | Louis Antonizzi   |
| Berry Kroeger      | Hugo Baumer       |
| Sebastian Cabot    | Casinodirecteur   |
| Marcel Hillaire    | Hertog van Salins |
| John Beradino      | Hoofdinspecteur   |